# Daniel Juárez
Daniel Eduardo Juárez (30 luglio 2001) è un calciatore argentino, attaccante del Gimnasia (J).

## Caratteristiche tecniche
È un centravanti.

## Carriera
Cresciuto nel settore giovanile del Gimnasia (J), debutta in prima squadra il 17 marzo 2019 in occasione dell'incontro di Primera B Nacional perso 2-0 contro il Central Córdoba (SdE). Nel 2020 viene acquistato dall'Unión (SF).

## Statistiche

### Presenze e reti nei club
Statistiche aggiornate al 31 luglio 2021.
| Stagione        | Squadra         | Campionato      | Campionato | Campionato | Coppe nazionali | Coppe nazionali | Coppe nazionali | Coppe continentali | Coppe continentali | Coppe continentali | Altre coppe | Altre coppe | Altre coppe | Totale | Totale |
| Stagione        | Squadra         | Comp            | Pres       | Reti       | Comp            | Pres            | Reti            | Comp               | Pres               | Reti               | Comp        | Pres        | Reti        | Pres   | Reti   |
| --------------- | --------------- | --------------- | ---------- | ---------- | --------------- | --------------- | --------------- | ------------------ | ------------------ | ------------------ | ----------- | ----------- | ----------- | ------ | ------ |
| 2018-2019       | Gimnasia (J)    | PBN             | 3          | 0          | CA              | 0               | 0               |                    | -                  | -                  |             | -           | -           | 3      | 0      |
| 2019-2020       | Gimnasia (J)    | PBN             | 15         | 2          | CA              | 0               | 0               |                    | -                  | -                  |             | -           | -           | 15     | 2      |
| 2020            | Unión (SF)      |                 | -          | -          | CdL             | 1               | 0               |                    | -                  | -                  |             | -           | -           | 1      | 0      |
| 2021            | Unión (SF)      | PD              | 4          | 0          | CA+CdL          | 0+2             | 0+1             |                    | -                  | -                  |             | -           | -           | 6      | 1      |
| Totale carriera | Totale carriera | Totale carriera | 22         | 2          |                 | 3               | 1               |                    | -                  | -                  |             | -           | -           | 35     | 3      |